# تینادهو (واوو آتول)
تینادهو (به لاتین: Thinadhoo) یک منطقهٔ مسکونی در مالدیو است. تینادهو ۲۰۳ نفر جمعیت دارد.